# Societat Catalana d’Egiptologia
La Societat Catalana d'Egiptologia (SCE) és una entitat fundada el 1988 amb l'objectiu de promoure els estudis i la divulgació de l'egiptologia i l'antic Egipte.
La SCE té la seu a la Universitat de Barcelona, amb la qual existeix un conveni de cooperació per a les excavacions a Egipte i el manteniment de la biblioteca amb més de 6.000 volums sobre egiptologia. Edita el butlletí Nilus i col·labora en la publicació de treballs sobre egiptologia. A més, organitza diverses activitats, com ara cursos d'extensió universitària, conferències, seminaris i cursets a càrrec de professors universitaris o personalitats relacionades amb l'egiptologia, i també exposicions. També realitza activitats relacionades amb les excavacions en Oxirrinc.